# Iolando Souza
Iolando Almeida de Souza (Taguatinga, 25 de novembro de 1969) é um militar da reserva e político brasileiro. Filiado ao Partido Social Cristão (PSC), é secretário da Pessoa com Deficiência do Distrito Federal, bem como deputado distrital licenciado.

## Biografia
Souza graduou-se em teologia e filosofia pela Universidade Católica de Brasília. Como resultado de um acidente de motocicleta, perdeu os movimentos do braço direito, de forma permanente. Mais tarde, criou a União Brasileira de Pessoas com Deficiências (Ubrapod).
Souza é militar reformado da Força Aérea Brasileira (FAB).
Em 2014, Souza concorreu a deputado distrital e recebeu 8.462 votos (0,55%), não sendo eleito. Em 2017, passou a desempenhar as funções de assessor do senador Hélio José, no Senado Federal. Foi eleito para a Câmara Legislativa em 2018, com 13.000 votos (0,88%). Como resultado, tornou-se o único deputado distrital com deficiência física.
Em 2019, Souza foi nomeado pelo governador Ibaneis Rocha para comandar a recém criada Secretaria da Pessoa com Deficiência.